# Président de la république de Nauru
Pour un article plus général, voir Politique à Nauru.
Le président de la république de Nauru est le chef de l'État et de l'exécutif, en tant que chef du gouvernement, de Nauru. Ses fonctions sont définies par la Constitution, promulguée le 29 janvier 1968, pour l'indépendance du pays vis-à-vis de l'Australie.
L'article 16 de la Constitution dispose que le président est élu en leur sein par les députés du Parlement. Cet article précise que l'élection du président par les députés s'effectue lors de la première session d'un Parlement nouvellement élu, à la suite des élections législatives au suffrage universel direct.
Les articles 18 et 19 disposent que le président nouvellement élu choisit quatre ou cinq députés pour former un conseil des ministres. Le président siège au conseil.
L'article 24 dispose que le président peut être destitué par une motion de confiance adoptée par une majorité simple au Parlement.
Sa résidence officielle est le palais d'État dans le district de Meneng.

## Système électoral
Le président de Nauru est élu au suffrage indirect majoritaire uninominal à un tour par les membres du Parlement, en leur sein. Il est élu pour un mandat de trois ans, sans limitation du nombre de mandats, mais concomitant à celui du parlement. En cas de dissolution de ce dernier, le mandat du président prend également fin de manière anticipée, chaque première session d'une nouvelle législature étant immédiatement suivie d'une nouvelle élection présidentielle. 
Le parlement peut également mettre fin au mandat du président par une motion de censure votée à la majorité absolue du total de ses membres, auquel cas un nouveau président doit être élu dans les sept jours. À défaut, le parlement est dissous, et de nouvelles élections législatives convoquées.
Ne peuvent être candidats que les membres du parlement, à l'exception de son président et de son vice président. Les présidents nauruans sont donc indirectement soumis aux mêmes conditions d'éligibilité que les députés : posséder la nationalité nauruane, être âgé d'au moins vingt ans, ne pas être rémunéré par l’État ni en banqueroute, atteint de folie ou d'un handicap mental, ou l'objet d'une condamnation à plus d'un an de prison.